# Rune Bolseth
Rune Bolseth (Sandane, 4 luglio 1980) è un ex calciatore norvegese, di ruolo centrocampista.

## Biografia
È il nipote di Magnus Bolseth, fondatore della Bolseth Glass.

## Carriera

### Club

#### Sogndal
Bolseth ha iniziato la carriera professionistica con la maglia del Sogndal. Ha esordito nell'Eliteserien il 16 aprile 2001, giocando da titolare nella sconfitta per 3-0 in casa dell'Odd Grenland. Il 24 maggio ha segnato la prima rete nella massima divisione norvegese, nel successo per 1-2 in casa del Moss. È rimasto in squadra fino al termine del campionato 2009.

#### Hønefoss
Il 31 dicembre 2009, infatti, ha firmato per l'Hønefoss. Ha giocato il primo incontro per il nuovo club il 14 marzo 2010, venendo schierato titolare nella sconfitta per 2-0 in casa del Tromsø. Al termine della stagione, la squadra è retrocessa però in 1. divisjon. Bolseth è rimasto in squadra e l'8 maggio 2011 ha siglato il primo gol con questa casacca, nel pareggio per 2-2 in casa del Ranheim. Ha contribuito, con 7 reti in 29 presenze, alla vittoria finale in campionato dello Hønefoss e al suo conseguente ritorno nell'Eliteserien.

#### Ritorno al Sogndal
Il 17 luglio 2012 è stato annunciato il suo ritorno al Sogndal, a partire dal 1º gennaio successivo. Il 3 luglio 2014, ha rinnovato il contratto che lo legava al club un altro anno e mezzo. Il 7 agosto 2015 ha rinnovato ulteriormente il suo contratto, fino al 2017. Il 18 ottobre 2015, il Sogndal si è aggiudicato la promozione con tre giornate d'anticipo sulla fine del campionato, grazie alla vittoria per 2-5 sul campo dell'Hønefoss. A fine campionato, la squadra ha chiuso al 1º posto finale.

### Nazionale
Bolseth conta 15 presenze per la Norvegia under 21. Ha debuttato il 22 febbraio 2000, subentrando a Svein Tore Brandshaug nel successo per 0-1 sulla Finlandia under 21.

## Statistiche

### Presenze e reti nei club
Statistiche aggiornate al 20 dicembre 2016.
| Stagione        | Club            | Campionato      | Campionato | Campionato | Coppe nazionali | Coppe nazionali | Coppe nazionali | Coppe continentali | Coppe continentali | Coppe continentali | Supercoppe | Supercoppe | Supercoppe | Totale | Totale |
| Stagione        | Club            | Comp            | Pres       | Reti       | Comp            | Pres            | Reti            | Comp               | Pres               | Reti               | Comp       | Pres       | Reti       | Pres   | Reti   |
| --------------- | --------------- | --------------- | ---------- | ---------- | --------------- | --------------- | --------------- | ------------------ | ------------------ | ------------------ | ---------- | ---------- | ---------- | ------ | ------ |
| 1999            | Sogndal         | 1D              | 11         | 1          | CN              | 0               | 0               | -                  | -                  | -                  | -          | -          | -          | 11     | 1      |
| 2000            | Sogndal         | 1D              | 25+2       | 4+0        | CN              | 2               | 0               | -                  | -                  | -                  | -          | -          | -          | 29     | 4      |
| 2001            | Sogndal         | ES              | 26         | 6          | CN              | 3               | 2               | -                  | -                  | -                  | -          | -          | -          | 29     | 8      |
| 2002            | Sogndal         | ES              | 25         | 6          | CN              | 3               | 2               | -                  | -                  | -                  | -          | -          | -          | 28     | 8      |
| 2003            | Sogndal         | ES              | 19         | 2          | CN              | 1               | 0               | -                  | -                  | -                  | -          | -          | -          | 20     | 2      |
| 2004            | Sogndal         | ES              | 23         | 1          | CN              | 3               | 0               | -                  | -                  | -                  | -          | -          | -          | 26     | 1      |
| 2005            | Sogndal         | 1D              | 29         | 4          | CN              | 2               | 0               | -                  | -                  | -                  | -          | -          | -          | 31     | 4      |
| 2006            | Sogndal         | 1D              | 30         | 3          | CN              | 3               | 0               | -                  | -                  | -                  | -          | -          | -          | 33     | 3      |
| 2007            | Sogndal         | 1D              | 29         | 2          | CN              | 0               | 0               | -                  | -                  | -                  | -          | -          | -          | 29     | 2      |
| 2008            | Sogndal         | 1D              | 23+2       | 3+1        | CN              | 2               | 0               | -                  | -                  | -                  | -          | -          | -          | 27     | 4      |
| 2009            | Sogndal         | 1D              | 25         | 1          | CN              | 3               | 0               | -                  | -                  | -                  | -          | -          | -          | 28     | 1      |
| 2010            | Hønefoss        | ES              | 15+1       | 0          | CN              | 3               | 0               | -                  | -                  | -                  | -          | -          | -          | 19     | 0      |
| 2011            | Hønefoss        | 1D              | 29         | 7          | CN              | 3               | 0               | -                  | -                  | -                  | -          | -          | -          | 32     | 7      |
| 2012            | Hønefoss        | ES              | 23         | 2          | CN              | 1               | 0               | -                  | -                  | -                  | -          | -          | -          | 24     | 2      |
| Totale Hønefoss | Totale Hønefoss | Totale Hønefoss | 67+1       | 9+0        |                 | 7               | 0               |                    | -                  | -                  |            | -          | -          | 74     | 9      |
| 2013            | Sogndal         | ES              | 26         | 2          | CN              | 2               | 0               | -                  | -                  | -                  | -          | -          | -          | 28     | 2      |
| 2014            | Sogndal         | ES              | 27         | 0          | CN              | 2               | 0               | -                  | -                  | -                  | -          | -          | -          | 29     | 0      |
| 2015            | Sogndal         | 1D              | 26         | 1          | CN              | 2               | 0               | -                  | -                  | -                  | -          | -          | -          | 28     | 1      |
| 2016            | Sogndal         | ES              | 24         | 0          | CN              | 2               | 1               | -                  | -                  | -                  | -          | -          | -          | 26     | 1      |
| Totale Sogndal  | Totale Sogndal  | Totale Sogndal  | 368+4      | 36+1       |                 | 28              | 5               |                    | -                  | -                  |            | -          | -          | 402    | 42     |
| Totale          | Totale          | Totale          | 435+5      | 45+1       |                 | ?               | ?               |                    | -                  | -                  |            | -          | -          | ?      | ?      |